# Federico di Marcaria

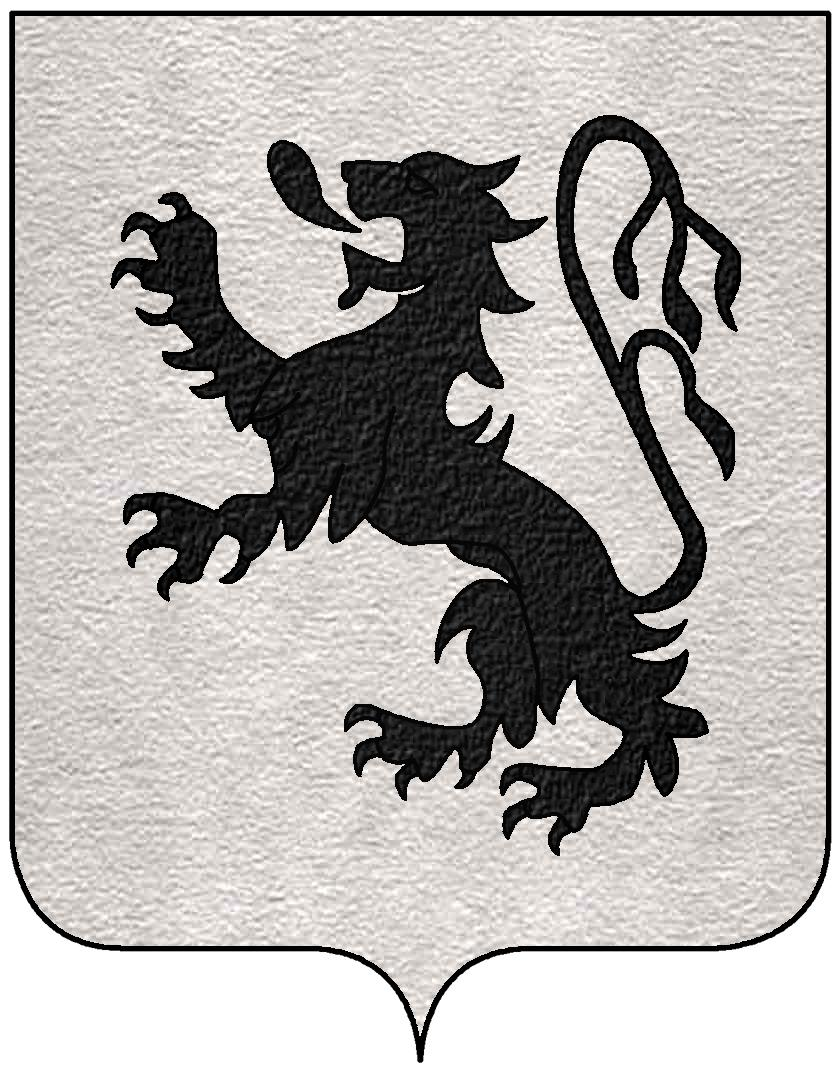
Stemma dei conti di Marcaria

Federico di Marcaria (... – Mantova, 1274) è stato un politico italiano.

## Biografia
Appartenne alla nobile casata dei Conti di Marcaria e nel 1269 ricoprì la carica di podestà di Brescia.
Il suo nome però resta indissolubilmente legato all'iniziale ascesa dei ghibellini Bonacolsi, signori di Mantova. 
Infatti, il 28 luglio 1272, cacciato dalla città il podestà Guido da Correggio, rappresentante delle potenti famiglie dei Sambonifacio e dei Casaloldi, riuscì a furor di popolo a farsi eleggere, assieme a Pinamonte dei Bonacolsi, rettore del Comune, dotato di ampia autorità. Furono stretti i rapporti già amichevoli con il signore di Verona, Mastino I della Scala.
La bramosia di potere e il desiderio di restare unico signore, spinse però Pinamonte a cacciare Federico dalla città, il 18 luglio 1273, accampando scuse di vincoli di parentela con Obizzo d'Este, nemico dei Bonacolsi. Vantando quindi la scusa di trattare degli affari della città, nei primi mesi del 1274 convocò Federico nel suo palazzo e lo fece trucidare dai due suoi sicari. Pinamonte in seguito  rinsaldò ulteriormente i rapporti con gli Scaligeri, facendo eleggere a podestà di Mantova nel 1275 il fratello di Mastino Alberto della Scala e suo figlio Giovanni dei Bonacolsi a podestà di Verona.